# روز محاصره: ۱۱ سپتامبر ۱۶۸۳
روز محاصره: ۱۱ سپتامبر ۱۶۸۳ (انگلیسی: The Day of the Siege: September Eleven 1683) یک فیلم درام انگلیسی‌زبان لهستانی-ایتالیایی است که در سال ۲۰۱۲ منتشر شد.

## بازیگران
- اف. موری آبراهام در نقش مارکو داویانو
- انریکو لو ورسو در نقش قره مصطفی پاشا
- ماتئو برانچاموره در نقش اوژن ساووا
- یژی اسکولیموفسکی در نقش ژان سوم سوبیسکی
- پیوتر آدامچیک در نقش لئوپولد یکم، امپراتور مقدس روم
- آلیتسیا باخلدا-تسروش
- ایزابلا اورسینی
- کریستینا سرافینی
- یورگو وویجیس
- دانیل اولبریخسکی
- بوریس شیتس
- آندژی سورین
- وویچیخ متسفالدوفسکی